# Disney Girlz Rock, Vol. 2
Disney Girlz Rock, Vol. 2 é uma compilação lançada pela Disney. O álbum inclui músicas da cantoras mais populares da Disney como Raven Symoné, Selena Gomez, Miley Cyrus, Vanessa Hudgens, Ashley Tisdale, Demi Lovato, The Cheetah Girls, entre outros. O álbum foi lançado em 2 de setembro de 2008, incluindo a faixa inédita Hero In You, da banda KSM.

## Faixas
1. Start All Over - Miley Cyrus
2. Fuego - The Cheetah Girls
3. Let's Dance - Vanessa Hudgens
4. Hero In You - KSM
5. I Don't Think About It  - Emily Osment
6. Rock Star - Hannah Montana
7. This Is Me - Demi Lovato
8. Cruella de Vil  - Selena Gomez
9. Try - Hayden Panettiere
10. Two Stars - Meaghan Jette Martin
11. Like Whoa - Aly & AJ
12. I Wanna Go Back - Jordan Pruitt
13. Double Dutch Bus - Raven-Symoné
14. Fabulous - Ashley Tisdale
15. With Love - Hilary Duff